# Hipposideros caffer
Hipposideros caffer — є одним з видів кажанів родини Hipposideridae.

## Поширення
Країни поширення: Ангола, Бенін, Ботсвана, Буркіна-Фасо, Бурунді, Камерун, Чад, Конго, Демократична Республіка Конго, Кот-д'Івуар, Екваторіальна Гвінея, Еритрея, Ефіопія, Габон, Гамбія, Гана, Гвінея, Гвінея-Бісау, Кенія, Малаві, Малі, Мавританія, Марокко, Мозамбік, Намібія, Нігер, Нігерія, Руанда, Саудівська Аравія, Сенегал, Сьєрра-Леоне, Сомалі, ПАР, Судан, Есватіні, Танзанія, Того, Уганда, Ємен, Замбія, Зімбабве. Висота проживання коливається від рівня моря до 2500 м. Цей вид зустрічається в саванах і прибережних лісах і, як правило, пов'язаний з річками та іншими водними ресурсами за умови, що є печери та будівлі, де він може спочити протягом дня. Колонії варіюються від невеликих і середніх груп до десятків або сотень особин.

## Загрози та охорона
Втручання людей в місця спочинку (печери) може мати негативний ефект. Зустрічається в охоронних районах по всьому ареалу.